# تجهيزية دار العلوم
تجهيزية دار العلوم هي مدرسة ثانوية ملغاة في مصر، كانت مهمتها إعداد طلبتها للالتحاق بمدرسة دار العلوم العليا، وقد أُنشئت بعد أن لوحظ ضعف مستوى طلبة دار العلوم عقب الزيادة الكبيرة التي شهدها عدد طلابها.
كان الطلبة في تجهيزية دار العلوم يدرسون ما يدرسه طلبة المدارس الثانوية، مع التوسع في دراسة اللغة العربية والشريعة الإسلامية، وكانوا يحصلون على الكفاءة بعد ثلاث سنوات، ثم على البكالوريا بعد سنتين، ثم يلتحقون بمدرسة دار العلوم العليا.